# 桑镇 (卡尔瓦多斯省)
桑镇（法語：Saon）是法国卡尔瓦多斯省的一个市镇，属于拜厄区（Bayeux）特雷维埃县（Trévières）。该市镇总面积5.24平方公里，2009年时的人口为225人。

## 人口
桑镇人口变化图示
| 数据来源：INSEE |